# اچ‌دی ۱۳۰۶۰۳
اچ‌دی ۱۳۰۶۰۳ یک ستاره است که در صورت فلکی گاوران قرار دارد.